# Groot Corlaer
Groot Corlaer zijn meerdere wijken in de Gelderse stad Nijkerk. Bij Groot-Corlaer horen de wijken Boerderijakkers en de Kamers.

## Ligging
Aan het noorden van de wijk liggen de straten Bunschoterweg en Holkerweg. In het westen de rondweg, Arkemheenseweg. In het zuiden grenst de wijk aan de wijk de Bogen en aan de oostzijde ligt de wijk Corlear. 

## Geschiedenis
In dit tweede gedeelte van de wijk Corlaer is tussen 1997 en 2000 begonnen met bouwen in het deelplan Boerderijakkers. Langs de wijk ligt de Arkemheenweg, de rondweg rond het nieuwe deel van de stad. In mei 2009 wordt afrit 8a Vathorst-Nijkerk-Zuid geopend op de A28, die naar deze wijken leidt. De wijken grenzen aan de andere wijk Corlaer.
Centrum · Schulpkamp · Rensselaer · Paasbos · Strijland · Beulekamp · Luxool · Hazeveld · Bruins Slotlaan · Corlaer · Groot Corlaer (Boerderijakkers · De Kamers) · De Bogen · De Terrassen · Doornsteeg · Het Spaanse Leger

Bedrijventerreinen:
Arkervaart · Watergoor · Spoorkamp · De Flier